# 松ケ丘 (流山市)

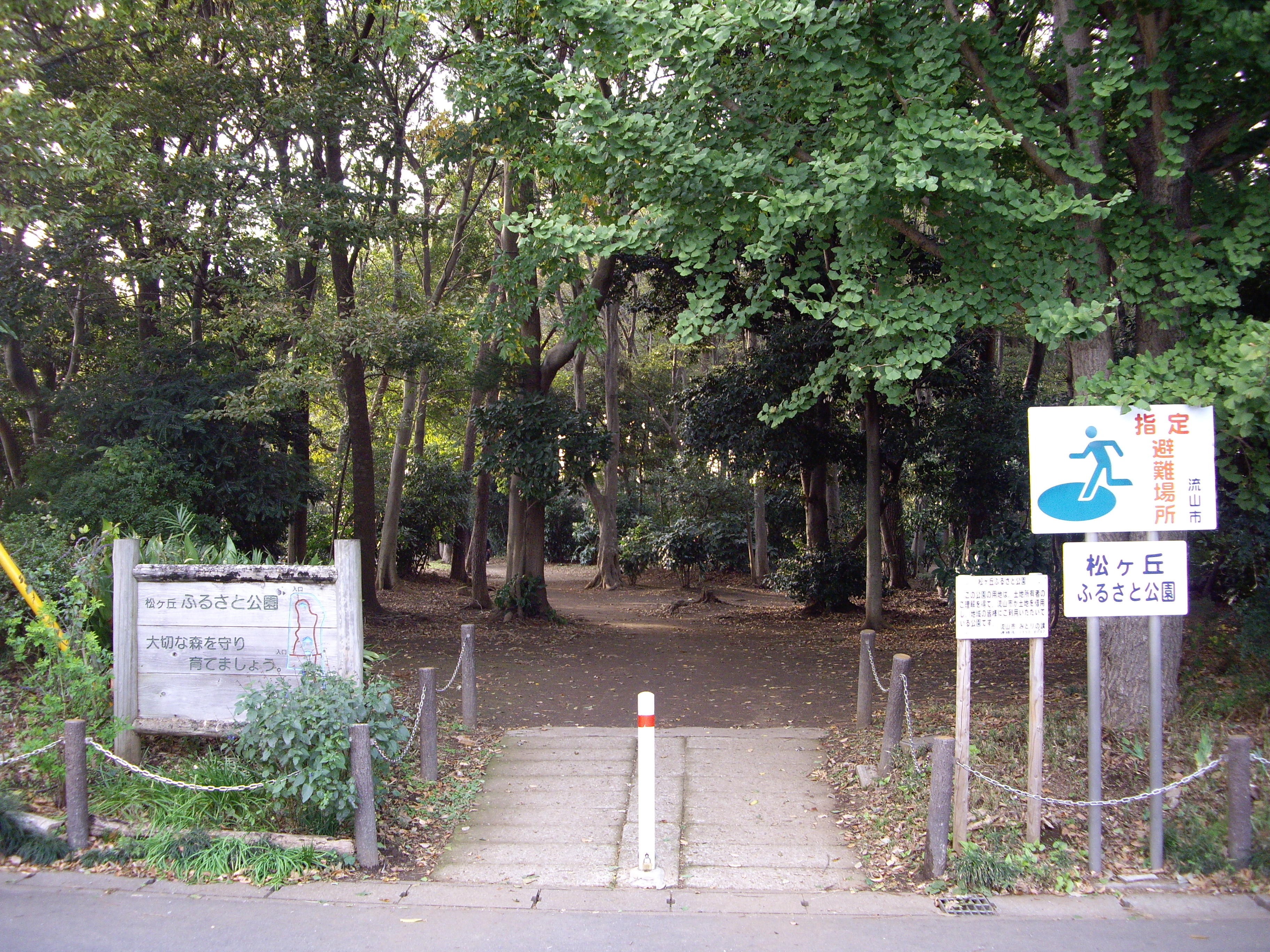
松ケ丘ふるさと公園（松ケ丘五丁目）

松ケ丘（まつがおか/Matsugaoka）は、千葉県流山市の地名。ここでは、隣接する西松ケ丘（にしまつがおか/Nishi-matsugaoka）についても取り上げる。現行行政地名は松ケ丘一丁目から松ケ丘六丁目と西松ケ丘一丁目。郵便番号は松ケ丘が270-0141、西松ケ丘が270-0142。

## 地理
流山市東部に位置する。松ケ丘、西松ケ丘共に全域が住宅街となっており、地域の南端を国道6号が通る。また、松ケ丘一丁目に流山松ケ丘郵便局、松ケ丘五丁目に松ケ丘ふるさと公園がある。よく南柏と言われる。
東は柏市豊四季・南柏、西は名都借、南は向小金、北は柏市豊四季と接している。

### 地価
住宅地の地価は、2017年（平成29年）1月1日の公示地価によれば、松ケ丘2丁目330番20の地点で13万5000円/m2となっている。

## 歴史
1956年（昭和31年）に第一住宅株式会社が1.1ha、500戸の｢松ケ丘住宅｣を分譲したのを初めとし、永国建設などが分譲を開始し、当地域が出来あがった。初期の分譲以降は現在の松ケ丘地内でミニ開発が参入、増加し、一時は土地ブローカーによるずさんな開発などが増えて問題となった。また、流山市内でも農地法違反が相次ぎ、近隣の水田の近代的水田化計画が一部宅地に転用されるなどの問題も発生した。そのような不正行為が多く見られることなどから、名都借の東部を｢西松ケ丘一丁目～四丁目｣とすることで計画が進んでいたが、一丁目だけで終了している。

### 沿革
- 1961年（昭和36年）10月 向小金新田、名都借の各一部より松ケ丘一丁目～松ケ丘六丁目を新設する。
- 1971年（昭和46年） 名都借の一部より西松ケ丘一丁目を新設する。

### 町名の変遷
| 実施後         | 実施年月日 | 実施前（各大字ともその一部）       |
| -------------- | ---------- | ---------------------------------- |
| 松ケ丘一丁目   | 1961年10月 | 向小金新田字大尻                   |
| 松ケ丘二丁目   | 1961年10月 | 向小金新田字丹後                   |
| 松ケ丘三丁目   | 1961年10月 | 向小金新田字河村                   |
| 松ケ丘四丁目   | 1961年10月 | 向小金新田字北ノ大割               |
| 松ケ丘五丁目   | 1961年10月 | 名都借字板橋                       |
| 松ケ丘六丁目   | 昭和期     | 名都借字千ケ井新田・字赤堀・字笹堤 |
| 西松ケ丘一丁目 | 1971年     | 名都借字木・字並木                 |

## 小字
松ケ丘一丁目～六丁目は地番整理が行われておらず、9の小字が存在する。西松ケ丘一丁目は地番整理が行われ、小字は消滅している。ここでは、松ケ丘一丁目～六丁目の小字を北から順に列挙する。
- 千ケ井新田（昭和期に名都借より松ケ丘六丁目に編入）
- 赤堀（昭和期に名都借より松ケ丘六丁目に編入）
- 笹堤（昭和期に名都借より松ケ丘六丁目に編入）
- 板橋（1961年（昭和36年）に名都借より松ケ丘五丁目に編入）
- 北ノ大割（1961年（昭和36年）に向小金新田より松ケ丘四丁目に編入）
- 丹後（1961年（昭和36年）に向小金新田より松ケ丘二丁目に編入）
- 大尻（1961年（昭和36年）に向小金新田より松ケ丘一丁目に編入）
- 河村（全域が1961年（昭和36年）に向小金新田より松ケ丘三丁目に編入された後、一部が1989年（平成元年）に向小金一丁目に編入）
- 田島（1961年（昭和36年）に向小金新田より一部を松ケ丘一丁目に編入）

消滅した小字
- 木（昭和期に名都借字木の全域が西松ケ丘一丁目となり、同時に消滅）
- 並木（昭和期に名都借字木の一部が西松ケ丘一丁目となり、同時に消滅。残部は名都借の字として残る）

## 世帯数と人口
2017年（平成29年）11月1日現在の世帯数と人口は以下の通りである。

### 松ケ丘
| 丁目         | 世帯数    | 人口    |
| ------------ | --------- | ------- |
| 松ケ丘一丁目 | 481世帯   | 776人   |
| 松ケ丘二丁目 | 552世帯   | 1,151人 |
| 松ケ丘三丁目 | 300世帯   | 774人   |
| 松ケ丘四丁目 | 413世帯   | 929人   |
| 松ケ丘五丁目 | 1,055世帯 | 2,557人 |
| 松ケ丘六丁目 | 179世帯   | 432人   |
| 計           | 2,980世帯 | 6,619人 |

### 西松ケ丘
| 丁目           | 世帯数  | 人口  |
| -------------- | ------- | ----- |
| 西松ケ丘一丁目 | 272世帯 | 550人 |

## 小・中学校の学区
市立小・中学校に通う場合、学区は以下の通りとなる。
| 丁目           | 番地 | 小学校           | 中学校             |
| -------------- | ---- | ---------------- | ------------------ |
| 松ケ丘一丁目   | 全域 | 流山市立東小学校 | 流山市立東部中学校 |
| 松ケ丘二丁目   | 全域 | 流山市立東小学校 | 流山市立東部中学校 |
| 松ケ丘三丁目   | 全域 | 流山市立東小学校 | 流山市立東部中学校 |
| 松ケ丘四丁目   | 全域 | 流山市立東小学校 | 流山市立東部中学校 |
| 松ケ丘五丁目   | 全域 | 流山市立東小学校 | 流山市立東部中学校 |
| 松ケ丘六丁目   | 全域 | 流山市立東小学校 | 流山市立東部中学校 |
| 西松ケ丘一丁目 | 全域 | 流山市立東小学校 | 流山市立東部中学校 |

## 施設
- 流山松ケ丘郵便局